# Uno scugnizzo a New York
Uno scugnizzo a New York è un film del 1984 diretto da Mariano Laurenti.

## Trama
Trasferitosi nella Grande mela per fare fortuna, Nino ha il desiderio di tornare appena possibile nella sua amata Napoli. Nel frattempo sbarca il lunario consegnando latte a domicilio, e grazie alla sua simpatia è benvoluto da tutti. Durante uno dei suoi giri in bicicletta, Nino conosce il "collega" afroamericano Matumba, non altrettanto portato per la vendita porta a porta, con il quale stringe una simpatica amicizia. I due, squattrinati ma fantasiosi, ne inventano di tutti i colori per tirare su qualche soldo extra per invitare a cena l'algida Anna e la sua amica Lucy.
Matumba, verrà anch'egli chiamato "Nino", perché il nome originale risulta difficile da ricordare. Il ragazzo di colore sembra però molto portato per la boxe, tanto da esser notato da Sammy, proprietario di una discoteca, ex allenatore e pieno di conoscenze nel mondo del pugilato. Nel frattempo Nino, che alla fine si innamora di Anna, la quale però è corteggiata dal giovane spocchioso Morris, riesce a trovare un lavoro fisso come cantante in un ristorante.
Sammy continua a vedere il crescente talento sportivo di Matumba, e riesce a proporre una scommessa clandestina sul giovane afroamericano, attraverso un incontro pubblico contro Charlie Parkins, un pugile campione in carica nello Stato di New York. Anche Nino, scommette per la vittoria del suo amico e vince ben cinquemila dollari, che gli serviranno per tornare in Italia.

## Colonna sonora
Nel film sono presenti le seguenti canzoni:
- Scugnizzo a New York (F.Chiaravalle, N.D'Angelo)
- Pe mme, tu si'  (B.Lanza, F.Chiaravalle, G.V.C.Romano, N.D'Angelo)
- Forza campione (N.D'Angelo)
- Notte in bianco (N.D'Angelo)
- Capodanno (A.Annona, N.D'Angelo, V.Annona)
- Proviamo ancora (E.Campassi, N.D'Angelo, D'Agostino)

## Accoglienza

### Incassi
Il film si è classificato al 66º posto tra i primi 100 film di maggior incasso della stagione cinematografica italiana 1984-1985.